# Jiří Vávra
Jiří Vávra (Liberec, 6 marzo 1975) è un ex calciatore ceco, di ruolo centrocampista.

## Carriera
È ricordato per aver messo a segno il gol, durante i tempi supplementari, del decisivo 3-1 nei quarti di finale di coppa UEFA 1995-1996 contro la Roma.

## Palmarès

### Club

#### Competizioni nazionali
- Campionato ceco: 1

Slavia Praga: 1995-1996
- Coppa della Repubblica Ceca: 1

Slavia Praga: 1996-1997
- Coppa di Israele: 1

Maccabi Haifa: 1997-1998